# Anna Götlind
Anna Kristina Götlind, född 16 juni 1959, är en svensk professor i historia vid Stockholms universitet. Götlind forskar bland annat inom kulturhistoria, mikrohistoria och teknikhistoria. Hon är dotter till professor Jan Hult. Götlind var förbundsordförande för fackförbundet Sveriges universitetslärarförbund 2008–2012.

## Forskningskarriär
Anna Götlind avlade doktorsexamen i historia 1993 vid Göteborgs universitet, där hon utnämndes till docent 1999. Under 1990-talet var hon verksam vid Dalarnas Forskningsråd och, från 20 maj 2005 som professor, vid Högskolan Dalarna. Sedan 2011 är hon professor i historia vid Stockholms universitet.

## Utmärkelser
År 2017 tilldelades Anna Götlind Gerda Höjers pris för sin forskning om sjuksköterskor och då särskilt boken Svensk sjuksköterskeförening 1910–2010: Bilder av sjuksköterskan.

## Publikationer i urval
- Götlind, Anna (1993), Technology and Religion in Medieval Sweden, Avhandlingar från Historiska institutionen i Göteborg 4 (Falun). Doktorsavhandling.
- Götlind, Anna & Helena Kåks (2004), Handbok i konsten att skriva mikrohistoria (Natur och Kultur/Stockholm).
- Götlind, Anna (2010), Svensk sjuksköterskeförening 1910–2010: Bilder av sjuksköterskan (Gothia förlag/Stockholm).
- Götlind, Anna (2013), Förbindelser. Fem Leksandskvinnor i Gamla stan – plats, arbete och resande under 200 år (Stockholmia förlag)
- Götlind, Anna (2021) Syster Gerda: sjuksköterskan, fackföreningsledaren och politikern Gerda Höjer. Appell Förlag. ISBN 9789198548730